# Sant Julian de la Fauria
Sant Julian de Buechaine (en francès Saint-Julien-en-Beauchêne) és un municipi francès situat al departament dels Alts Alps i a la regió de Provença – Alps – Costa Blava.

## Demografia
| 1846                                       | 1962 | 1968 | 1975 | 1982 | 1990 | 1999 | 2006 | 2014 |
| ------------------------------------------ | ---- | ---- | ---- | ---- | ---- | ---- | ---- | ---- |
| 746                                        | 181  | 139  | 101  | 114  | 120  | 108  | 123  | 124  |
| Des de 1962: població sense dobles comptes |      |      |      |      |      |      |      |      |

## Administració
| Període   | Identitat           | Partit        |
| --------- | ------------------- | ------------- |
| 2001-2014 | Jean-Claude Gast    | Divers gauche |
| 2014-     | Jean-Claude Vallier |               |